# Montigné
Montigné is een plaats en voormalige gemeente in het Franse departement Charente (regio Nouvelle-Aquitaine) en telt 112 inwoners (1999). De plaats maakt deel uit van het arrondissement Cognac.

## Geschiedenis
Montigné is op 1 januari 2019 gefuseerd met de gemeenten Anville, Auge-Saint-Médard en Bonneville tot de gemeente Val-d'Auge.

## Geografie
De oppervlakte van Montigné bedraagt 9,1 km², de bevolkingsdichtheid is 12,3 inwoners per km².
De onderstaande kaart toont de ligging van Montigné met de belangrijkste infrastructuur en aangrenzende gemeenten.

## Demografie
Onderstaande figuur toont het verloop van het inwonertal.
Anville · Auge · Bonneville · Montigné · Saint-Médard